# Herina scutellaris
Herina scutellaris är en tvåvingeart som beskrevs av Robineau-desvoidy 1830. Herina scutellaris ingår i släktet Herina och familjen fläckflugor. Inga underarter finns listade i Catalogue of Life.